# Diego de Astudillo (humanista)

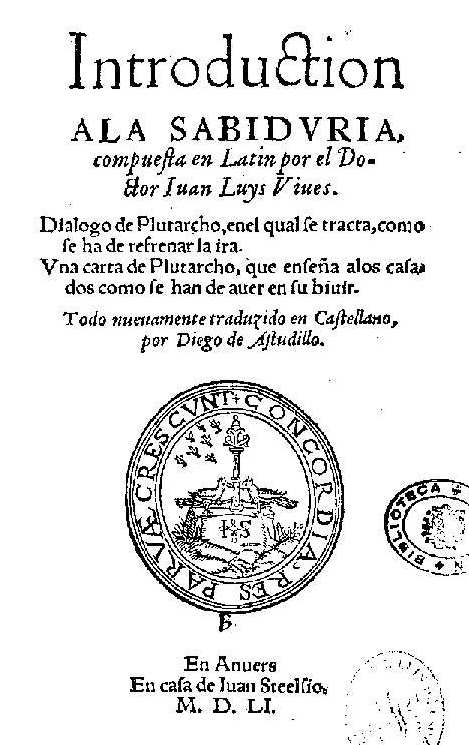
Portada de la Introduction a la sabiduría de Juan Luis Vives traducida por Diego de Astudillo con otras obras de Plutarco, Amberes, 1551. Biblioteca Nacional de España.

Diego de Astudillo (floruit 1546) fue un comerciante español establecido en Brujas, traductor de Plutarco y de Juan Luis Vives.

## Biografía
En la presentación Al lector de la traducción viviana editada en Amberes en 1551 constan los escasos datos biográficos que de él han llegado: casado, comerciante, estuvo con frecuencia ocupado en cargos públicos sin dejar nunca de ejercitarse en el estudio de las letras. Relacionado con Vives por mediación de Juan Maldonado, es probable que comunicase con él la traducción de su Introducción a la sabiduría, terminada antes de la muerte del humanista valenciano (1540), aunque al no buscar la publicación de sus trabajos solo apareció editada, por mediación de su hermano Alonso de Astudillo, a quien iba destinada, en 1551, cuando ya había fallecido Diego. Anunciaba también el anónimo introductor la próxima publicación de una obra inacabada escrita por el propio Astudillo en la que trataba acerca del alma humana y sus potencias, virtudes y obras —inspirada quizá en el De anima et vita de Vives— si bien «por ser tan subida y necessaria [la materia] requiere ser muy mirada, porque no se dé ocassión a que los sabios hallen qué reprehender; y a los no tales, a mal juzgar, si tan presto y ligeramente se imprimiesse».
Sigue a esta presentación una carta de Diego de Astudillo a su hermano Alonso en la que trata de la propia traducción, que declaraba haber hecho para que Alonso, que no entiende el latín, pueda gozar de la obra de Vives junto a «mi señora Bernardina, [...] aunque sea verdad lo que solía dezir burlándose de mi estudio que sabe mucho más que yo, mas aquí van sacadas cosas de Juan Luys Vives, que él tomó del verdadero entendimiento dela sagrada escritura», carta fechada en Brujas el 22 de septiembre de 1546. Este dato puede completarse con lo que el mismo Diego de Astudillo declara en la carta que dirige al amigo innominado que le había pedido la traducción de Plutarco, carta que le sirve de prefación, donde se excusaba si acaso su versión no estaba bien escrita en castellano, por «aver me criado la mayor parte de mi vida (digo después que pude començar a tener entendimiento) fuera de Castilla, y en partes donde generalmente se tiene muy poco cuydado de hablar bien».
La traducción de la Introducción a la sabiduría hecha por Astudillo, varias veces reeditada, no fue la primera en ver la luz de la imprenta, pues se le adelantó Francisco Cervantes de Salazar que publicó la suya en Sevilla en 1544 con el título Introducción para ser sabio, pero sí era, según Marcel Bataillon, la más fiel al original.

## Obra
- Introduction a la sabiduría, compuesta en Latín por el Doctor Juan Luys Vives. Diálogo de Plutarcho, en el qual se tracta, como se ha de refrenar la ira. Una carta de Plutarcho, que enseña a los casados como se han de aver en su bivir. Todo nuevamente traduzido en Castellano, por Diego de Astudillo, en Anvers. En casa de Juan Steelsio, M.D.LI [1551]. Biblioteca Nacional de España, U/8869.[5]